# Thermophis
Thermophis — рід змій родини полозових (Colubridae). Представники цього роду є ендеміками Китаю.

## Види
Рід Thermophis нараховує 3 види:
- Thermophis baileyi (Wall, 1907)
- Thermophis shangrila Peng, Lu, Huang, Guo and Zhang, 2014
- Thermophis zhaoermii Guo, Liu, Feng & He, 2008

## Етимологія
Наукова назва роду Thrasops походить від сполучення слів дав.-гр. θερμος — теплий, гарячий і οφις — змія. 